# タンシュブレーの戦い
タンシュブレーの戦い（タンシュブレーのたたかい、フランス語: Bataille de Tinchebray、英語: Battle of Tinchebray）は1106年9月28日、ノルマンディー公国のタンシュブレー（現フランス領オルヌ県内）にて、イングランド王ヘンリー1世率いる侵攻軍と兄のロベール短袴公の間でたたかわれた戦闘。ヘンリー1世の騎士が決定的に勝利し、ロベールを捕虜にして、イングランドのディヴァイザズ城、続いてウェールズのカーディフ城に死去まで幽閉した。

## 背景
ヘンリー1世は1105年にノルマンディーに侵攻、バイユーとカーンを占領したが、叙任権闘争による政治問題で侵攻を一時中断した。闘争が決着すると、ヘンリー1世は1106年春にノルマンディーに戻った。要塞化されたサン＝ピエール＝シュル＝ディヴ修道院（ファレーズ近く）を素早く落とすと、南に転じてタンシュブレー町の山上にあるタンシュブレー城を包囲した。タンシュブレーはノルマンディー南西部のモルタン伯領の辺境にあり、ロベール側についた少数のノルマン貴族の1人モルタン伯ギヨームが守っていた。ロベールは軍を集結させて包囲網を破ろうとし、先に行われた交渉が失敗に終わると、会戦に挑むことが最善であると決めた。

## 軍勢
ヘンリー1世は3グループに分かれた。2つの本軍はラヌルフ・ド・バイユー、ムーラン伯ロベール・ド・ボーモン、ギヨーム・ド・ワーレンが率いた。一方、メーヌ伯エリー1世率いる予備軍はほかから見えない側面で待機した。ブルターニュ公アラン4世、エヴルー伯ギヨーム、ラウル3世・ド・トニ、ロベール・ド・モンフォール、ロベール3世・ド・グランメニルもヘンリー1世側で参戦したが、モルタン伯ギヨームと第3代シュルーズベリー伯爵ロベール・ド・ベレームはロベール短袴公側で参戦した。

## 戦闘
戦闘はわずか1時間で決着した。ヘンリー1世は下馬して、自軍の騎士の大半にも下馬を命じた。これは当時のノルマン人の戦術としては特異なことであり、歩兵が決定的な役割を果たしたことを意味した。エヴルー伯ギヨームがバイユー、アヴランシュ、コタンタンからの兵士を率いて突撃した。ヘンリー1世の予備軍も決定的な役割を果たし、ロベールの軍勢の大半が捕虜にされたか、殺害された。捕虜にはロベール短袴公、モルタン伯ギヨーム、エドガー・アシリングも含まれた。ロベール短袴公の後衛を率いた第3代シュルーズベリー伯爵ロベール・ド・ベレームは撤退を指揮して、捕虜からも戦死からも逃れた。捕虜の大半は釈放されたが、大将のロベール短袴公とモルタン伯ギヨームは余生を捕虜のまま過ごした。ロベール短袴公には嫡子のギヨーム・クリトンがおり、ノルマンディー公を請求したためヘンリー1世の治世を通して反乱の起因となった。

## 関連作品
タンシュブレーの戦いはローズマリー・サトクリフによる1960年の歴史小説『運命の騎士』で記述されている。
座標: 北緯48度45分54.9秒 西経0度43分40.2秒 / 北緯48.765250度 西経0.727833度